# Hornblotton
Hornblotton – wieś w Anglii, w Somerset, w dystrykcie (unitary authority) Somerset, w civil parish West Bradley. W 1931 roku civil parish liczyła 57 mieszkańców. Hornblotton jest wspomniana w Domesday Book (1086) jako Horblawetone/Horblawetona.